# Кендалл, Говард
Го́вард Ке́ндалл (англ.  Howard Kendall; 22 мая 1946, Райтон, Тайн-энд-Уир — 17 октября 2015, Саутпорт) — английский футболист, игравший на позиции полузащитника. По завершении игровой карьеры — футбольный тренер. Наиболее известен как игрок, а впоследствии и тренер футбольного клуба «Эвертон».
В составе «Эвертона» становился чемпионом Англии, финалистом Кубка Англии, обладателем Суперкубка Англии. Кроме того, Кендалл является наиболее успешным главным тренером в истории ливерпульского клуба: дважды он приводил команду к английскому чемпионству, один раз выиграл Кубок Англии, трижды — Суперкубок Англии, один раз — Кубок обладателей кубков УЕФА.

## Игровая карьера
Воспитанник футбольной школы клуба «Престон Норт Энд». Взрослую футбольную карьеру начал в 1963 году в основной команде того же клуба, в которой провёл четыре сезона, приняв участие в 104 матчах чемпионата.
Своей игрой за эту команду привлёк внимание представителей тренерского штаба клуба «Эвертон», к составу которого присоединился в 1967 году. Сыграл за клуб из Ливерпуля следующие семь сезонов своей игровой карьеры. Большую часть времени, проведённого в составе «Эвертона», был основным игроком команды. За это время завоевал титул чемпиона Англии, становился обладателем Суперкубка Англии по футболу.
Впоследствии с 1974 по 1981 год играл в составе команд клубов «Бирмингем Сити», «Сток Сити» и «Блэкберн Роверс» (в последнем клубе уже был играющим тренером).
Завершил профессиональную игровую карьеру в «Эвертоне», команду которого начал тренировать 1981 и в том году успел несколько раз выйти на поле в качестве игрока.

## Карьера тренера
Начал тренерскую карьеру, ещё продолжая играть, в 1979 году возглавив тренерский штаб клуба «Блэкберн Роверс».
В дальнейшем тренировал «Эвертон», «Атлетик Бильбао», «Манчестер Сити», «Ноттс Каунти» и «Шеффилд Юнайтед».
Последним местом тренерской работы Кендалла был греческий клуб «Этникос» (Пирей), который он возглавлял в 1999 году.